# Daan Dijkstra
Daan Dijkstra (Duiven, 12 augustus 2000) is een Nederlands korfballer. Hij speelt bij DVO/Accountor in Bennekom en komt uit voor Talent TeamNL (Jong Oranje).

## Begin van loopbaan
Dijkstra begon zijn loopbaan op 7-jarige leeftijd in zijn eigen woonplaats bij Duko. Daar speelde hij in de C1 een Nederland Kampioenschap op het veld en in de zaal. 

## DVO/Accountor
In juni 2015 verruilde Dijkstra Duko voor het Bennekomse DVO/Accountor. Hij was 15 jaar en kwam in de B1 van DVO terecht. Vervolgens speelde hij drie jaar in de A1. Zijn hoogtepunt beleefde hij in het seizoen 2018/2019. DVO A1 haalde in dat jaar de zaalfinale en de veldfinale. De zaalfinale in Ziggo Dome ging nipt verloren tegen het Sassemse TOP. Op het veld wist DVO/Accountor A1 wel te winnen van DSC A1 uit Eindhoven. Op het veld van Valto in De Lier wisten de Bennekommers met 16-12 te winnen.
Na de zomer van 2019 maakte Dijkstra de overstap naar de seniorenselectie van DVO. Hij speelt zijn wedstrijden sindsdien in het tweede team. Daan Dijkstra maakte in december 2019, op 19-jarige leeftijd, zijn debuut in het eerste team van DVO/Accountor. Dit was in de Korfbal League wedstrijd tegen Tempo. Dijkstra startte in de basis en maakte een doelpunt. DVO won de wedstrijd van 18-17.

## Oranje
Dijkstra is sinds november 2019 onderdeel van Talent TeamNL (Oranje onder 21 jaar). Verder kwam hij uit voor het Nederlands team onder 19 jaar. Hiermee werd hij in april 2019 wereldkampioen in Leeuwarden door de finale te winnen van België U19.

## Erelijst
- Nederlands kampioen veld junioren, 1 x (2019)
- tweede van Nederland zaal junioren, 1 x (2019)
- Wereldkampioen onder 19 jaar, 1 x (2019)